# 沈壽

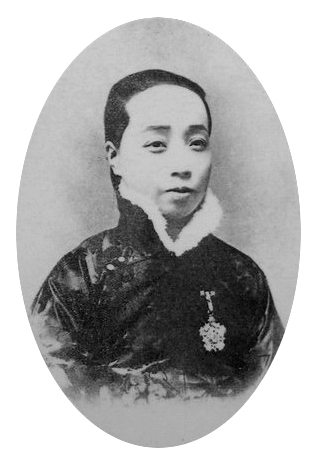

沈壽（1874年9月23日—1921年6月8日），原名云芝，字雪君，晚署雪宧，別號天香閣主人，女，江蘇吳縣人，清末、民初年间刺绣名家。

針神余沈壽女士肖像

## 生平

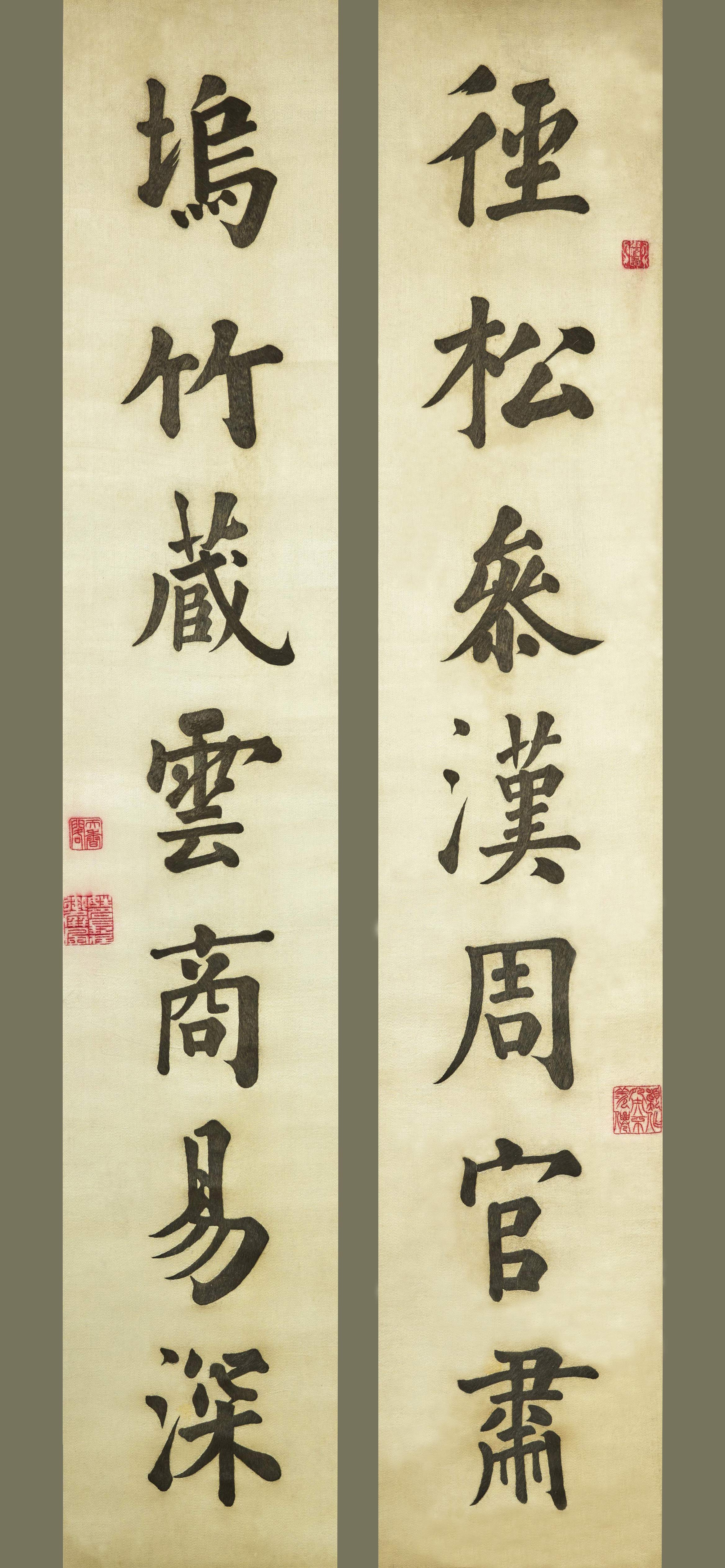
沈寿刺绣楷书曹勛七言诗《仲春初五曰报谒》诗文

### 早年
沈壽生於清同治十三年八月十三日（公曆1874年9月23日），江苏吴县（今苏州）阊门海宏坊一个古董商的家庭。原名云芝。父親沈椿，曾在浙江任鹽官，酷愛文物，富有收藏。母親宋氏，生有三男二女。沈壽排行第五，從小便隨父親識字讀書，七歲隨姐姐沈立一起學刺繡，八歲即繡成《鸚鵡圖》，十二歲繡成《秋雨月上圖》，作品驚動長輩，不久便以刺繡聞名鄉里。
1893年，與浙江舉人余覺結婚。婚后盡心刺繡，繡品已超過上海松江顧繡，士大夫們爭相購藏。

### 中年
1899年，隨丈夫遷居上海。1903年起，創造仿真針法。次年十月，慈禧太后七十壽辰，丈夫將她的《無量壽佛》、《八仙上壽圖》繡品送到北京，慈禧大悅，特書福、壽兩字分賜夫婦，雪芝得『壽』字，因此改名沈壽。
不久，沈壽奉派前往日本考察刺繡，對日本人將東方刺繡針法與西方素描、油畫等技法結合起來感興趣，於是在豐富自己繡藝的基礎上獨創仿真繡，一舉改變了中國傳統刺繡作品有形有色、但缺少光影的繡法。回國，沈壽任工商部繡工科總教習。1905年八月，回到蘇州創辦福壽繡廠。
1909年，南京舉辦南洋勸業會，沈壽奉令擔任審查官。1911年，沈壽繡成《意大利皇后愛麗娜像》，作為國禮贈送意大利。意大利皇帝和皇后曾親函清政府，贈沈壽金表一塊，同時將這一幅作品送意大利杜林博覽會展出，榮獲世界最高榮譽獎。
沈濤又以《英女王維多利亞像》參加世界萬國博覽會，獲得優等獎。辛亥革命後，女子繡工科停辦，1912年，沈壽便去天津創辦自立繡工傳習所。
實業家張謇擔憂沈壽技藝不能流傳，於1914年特創辦南通女紅傳習所，聘沈壽為傳習所所長兼教習，余覺任南通平民工場經理。所內設速成班、普通班、美術班和研究班。速成班主要學繡枕套、檯布、服飾之類的實用品，普通班繡花卉、人物、飛禽走獸之類，美術班則學習比較高級的藝術繡，美術班畢業的優秀生再進入研究班。教學中，沈壽主張「外師造化」。繡花卉時，她摘一朵鮮花插在棚架上，要學生一面看一面繡。繡人物，她則要求學生把人的眼睛繡活，繡出精神來。她在南通「授繡八年，勤誨無倦」（張謇語），沈壽的贏弱體質難承擔繁重工作，數月後便病倒。
1915年，美國舊金山巴拿馬太平洋國際博覽會向中國征集展品，時任民國政府農商總長的張謇負責此事。沈壽用取材於《聖經》耶穌遇難，創造性地運用了虛實針、旋針等針法創作《耶穌像》，在會上被評為博覽會一等大獎。有富商願出1.3萬美元求購收藏，沈壽不願出讓，派人去美國取回這幅繡品，珍藏於自己的傳習所內。而余覺則因失去一大筆財富而忿忿爭吵。沈、余之間的感情原本不睦，裂痕更深，沈壽也由此引發肝病。

### 病歿
余覺不務正業，嫖娼狎妓惹出許多糾紛。他聽說沈壽與張謇的關係日益親密，硬逼沈壽要回蘇州去，沈壽堅決不肯。余覺常找沈壽要錢，一再取鬧加重沈壽的病情。張謇懼其藝之不傳，便在為其治病期間，由臥病在床的沈壽口述，張謇筆錄，在1919年整理而成刺繡技法論著《雪宧繡譜》。
1921年6月8日，沈壽與世長辭，此時年近七旬的張謇撲倒在沈壽的遺體上嚎啕大哭。

### 身後
沈壽去世後，張謇按照沈壽的遺願把她安葬在能望見長江和蘇南土地的黃泥山南麓，墓門石額上鐫刻著張謇親筆楷書：『世界美術家吳縣沈女士之墓闕』。墓後立碑，碑的正面鐫刻著張謇撰寫的〈世界美術家吳縣沈女士靈表〉。
張謇杜門謝客，早晚與沈壽的遺像相對晤，寫〈憶惜詩〉四十八首。
沈寿墓在文化大革命期间被破坏，1981年依原式修复。
沈壽彌留之際將《耶穌像》贈送給張謇，後者將它珍藏在南通博物苑中。抗戰爆發，這幅繡品一度存於上海一家銀行的保險櫃裡，之後去向不明。經過張謇海外親屬的多方查找，於1970年代找到。1980年代末期，由張謇後人帶回中國，捐贈給南京博物院。

## 外部連結
- 小城故事：（12）神针沈寿[永久]